# June Gable
June Gable (N. Nueva York; 5 de junio de 1945) es una actriz estadounidense nominada a los premios Tony, reconocida por su papel como Estelle Leonard en la comedia Friends.
Gable estudió actuación en la Universidad Carnegie Mellon (en Pittsburgh).
Gable apareció en cuatro producciones de Broadway, incluida la reposición de Candide (1974).
Por su representación de la Anciana fue nominada a un premio Tony por mejor actriz en un musical.
Representó a Snooks Keene en el infame desastre de Broadway Moose Murders, que se estrenó y cerró el mismo día el 22 de febrero de 1983.
En televisión, estuvo en el elenco de la reposición de Rowan & Martin's Laugh-In (1977).
En 1979 apareció como Rhoda Rooter en los especiales de televisión de Hanna-Barbera Leyendas de los superhéroes.
Fue invitada en varios episodios de series populares de televisión como Miami Vice y Kate & Allie.
Tuvo papeles recurrentes en las sitcoms Barney Miller y Dream On.

## Estelle Leonard, en «Friends»
Entre 1996 y 2003 June Gable hizo de Estelle Leonard (de la Agencia de Talentos Estelle Leonard), la agente artística de Joey Tribbiani (el personaje de Matt LeBlanc) en la comedia de situaciones Friends.
Gable hizo su primera aparición como Estelle en «El capítulo con la colilla de cigarrillo», pero la escena se tuvo que cortar por cuestiones de tiempo. Sin embargo se incluyó en la versión de DVD de la primera temporada (a ella se la menciona después de la actuación de Joey en el episodio original que salió al aire).
Ella hace su primera aparición real en «El capítulo con Russ», cuando Joey le dice que está harto de papeles insignificantes. Ella le consigue un papel recurrente en la telenovela Days of Our Lives (‘los días de nuestras vidas’).
Se muestra cómo Estelle apoya la carrera de Joey en «El capítulo con el que gritaba», pero también se la ve sabotear voluntariamente la carrera de Joey en «El capítulo en que Joey pierde su seguro social», después de que ella pensó que Joey la había abandonado.
Estelle muere en «El capítulo en que muere Estelle».
Joey lee un panegírico en su funeral, donde se revela que el único otro cliente de Estelle en su agencia de talentos es un tal Al Zebooker (un hombre que come papel).
Cuando Gable hizo la audición para este papel, representó a Estelle de manera un tanto plana. Se la alentó para salir y hacer algo con el personaje. Gable volvió a la sala de audiciones con ropa de gorda y comiendo un sándwich, al que le había clavado el cigarrillo. La actuación fue tan cómica que se incluyó en la escena (que sólo se puede ver en DVD) de «El capítulo con la colilla de cigarrillo».
Su edad nunca se precisó, pero Gable creía que andaba por los ochenta. El diario Seattle Times ubicó a Estelle como el sexto mejor personaje invitado de las series de televisión en 2004.
Cabe mencionar que aunque todos recordaremos a Gable por su interpretación de Estelle entre los años 1996 y 2003, la realidad marca que su primera aparición en Friends fue en 1994, interpretando a la partera que trae al mundo a Ben, justamente en el episodio «El capítulo con el nacimiento», en la primera temporada de la tan recordada serie.